# Белочуб, Пантелеймон Фёдорович
Пантелеймон (Пантелей) Фёдорович Белочуб (1892—1929) — украинский военнослужащий, известный как один из командиров анархистской Революционной повстанческой армии Украины (РПАУ) под руководством Нестора Махно.

## Семья, детство и юность
Пантелеймон Фёдорович Белочуб родился в мае 1892 года в семье азовских греков из села Старый Крым Мариупольского уезда Екатеринославской губернии. Отец Пантелея, Федор Харлампиевич Белочуб, умер от чахотки, когда ребёнку было только полтора месяца. Овдовевшая мать вышла замуж во второй раз, оставив сына на воспитание брату покойного мужа, Фемистоклу Харлампиевичу Белочубу, где Пантелей и вырос в окружении двоюродного брата и сестёр.
1 мая 1913 года Пантелей женился на Варваре Киор, и в том же году был призван в Русскую Императорскую Армию. 1 августа 1914 года у Пантелея и Варвары родилась дочь Екатерина.

## Первая мировая война

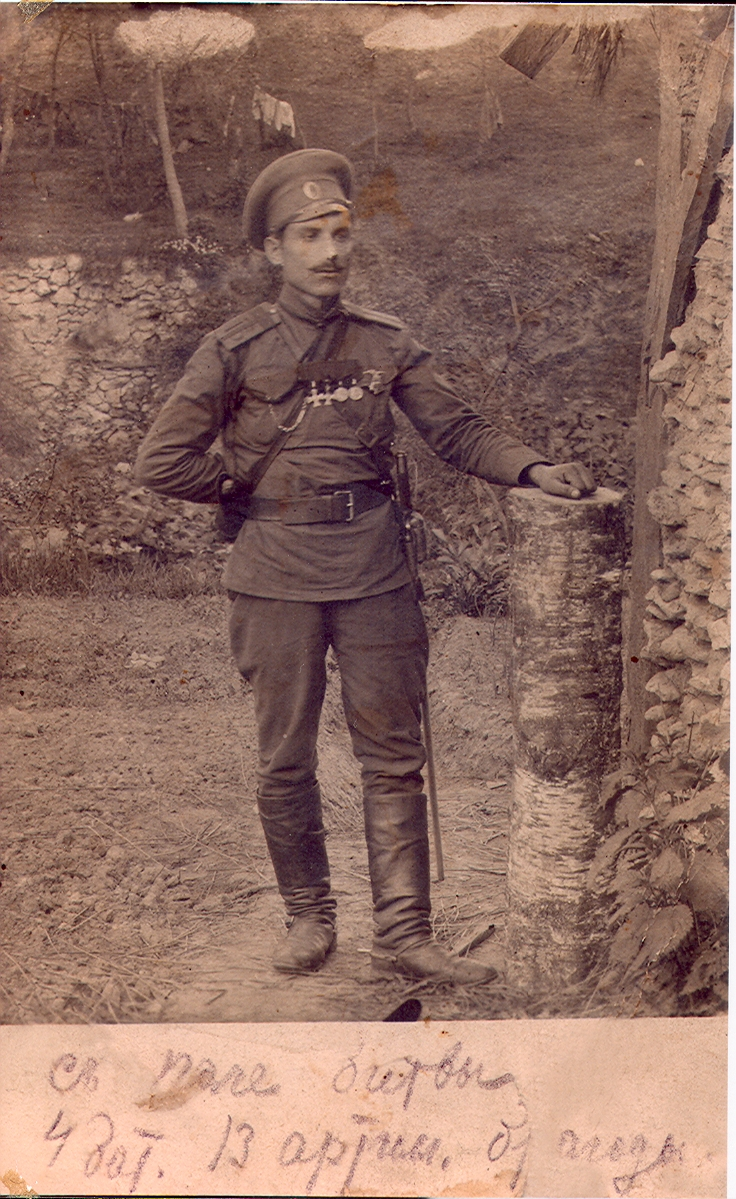
Пантелей Фёдорович Белочуб на Юго-Западном фронте, июнь 1916 года

Первая мировая война застала Пантелея в артиллерии. К июню 1916 года он достиг чина подпрапорщика, неся службу на Юго-Западном фронте в составе четвертой батареи 13-й артиллерийской бригады. За проявленную храбрость под огнём неприятеля награжден двумя Георгиевскими крестами и двумя Георгиевскими медалями.
В этот период Белочуб приобрел опыт в полевой и конной артиллерии, что сыграло важную роль в его дальнейшей военной карьере. Например, в январе 1915 года Белочуб заслужил свой первый крест, успешно ведя артиллерийский огонь по наступающей австрийской пехоте позволив своим перегруппироваться без потерь.

## Революция и Гражданская война
Вскоре после Февральской революции 1917 года Пантелей Белочуб был переведен с фронта в Царское Село как специалист при формировании нового артиллерийского дивизиона.
Виктор Белаш, начальник штаба анархистской Революционной повстанческой армии Украины (РПАУ) под командованием Нестора Махно, позднее утверждал в своих мемуарах, что Белочуб присоединился к махновскому движению в марте 1919 года.
Быстро продвигаясь по службе, к осени 1919 года Пантелей Федорович уже командовал 2-й конной артиллерийской батареей 3-го Екатеринославского корпуса Революционной повстанческой армии Украины (РПАУ).

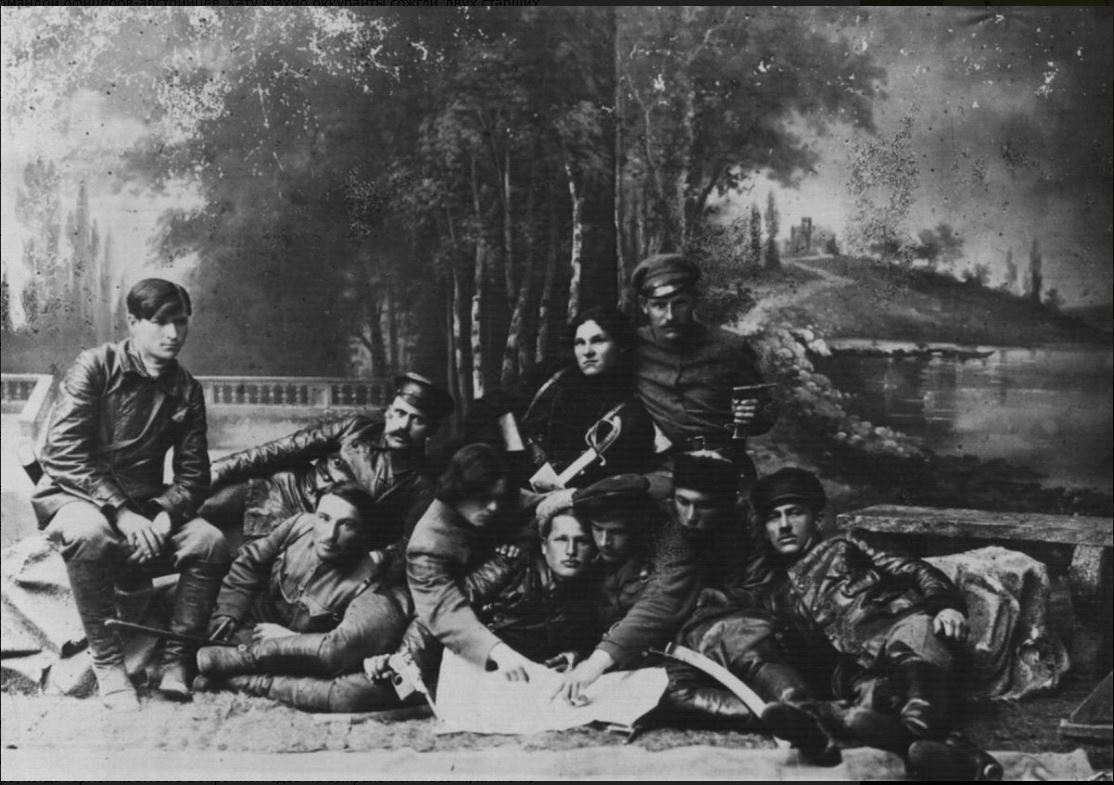
Пантелей Федорович Белочуб (второй слева) с Нестором Махно и другими командирами РПАУ в Бердянске, 1919 год

В октябре 1919 года РПАУ оказалась на пути белых армий Деникина, отходивших на юг под натиском Красной армии. Пытаясь извлечь выгоду из сложившейся ситуации, Нестор Махно атаковал белых, однако повстанцы-анархисты оказались не в состоянии противостоять все ещё хорошо организованным частям Вооружённых сил Юга России. Вскоре РПАУ была вынуждена оставить свою «столицу» в Гуляйполе, а затем и весь левый берег Днепра, перейдя на правобережье по Кичкасскому мосту, недалеко от Александровска (нынешнее Запорожье), и взорвав мост за собой. Белый генерал Ревишин прекратил преследование РПАУ, сосредоточившись вместо этого на очистке левобережья от разрозненных отрядов махновцев.
Нестор Махно воспользовался отсутствием крупных белых сил на правобережье и предпринял дерзкий рейд на Екатеринослав, взяв город 10 ноября. Пантелей Белочуб отличился во время этого рейда у села Степное в боях против подразделений 2-й Терской дивизии Вооружённых сил Юга России 8 ноября 1919 года, и был ранен в этом сражении.
При взятии Екатеринослава махновцы согласовывали свои действия с отрядами большевиков в окрестностях города. Овладев Екатеринославом, две политические группировки продолжали сотрудничать, и местная организация РКП(б) действовала открыто. В рядах самой РПАУ находилось значительное количество коммунистов. Наиболее известным из них был Михаил Полонский, командовавший полком в РПАУ. Однако это мирное сосуществование было прервано арестом Полонского, который был обвинен в подрывной деятельности в пользу Красной армии и в подготовке покушения на Нестора Махно.
Пантелей Белочуб был арестован махновской контрразведкой вместе с Полонским 2 декабря 1919 года. Очевидно, Полонский пытался перевербовать Белочуба на сторону красных, обещая поддержку помощника командующего 11-й армии РККА Ивана Фёдоровича Федько. По воспоминаниям самого Белочуба, он был освобожден в тот же вечер после продолжительной беседы с Нестором Махно. Однако, Полонский и группа его сообщников были расстреляны, что привело к резкому ухудшению отношений РПАУ с Красной армией и большевиками.
Белочуб принимал участие в Перекопско-Чонгарской операции против белых в составе сил РПАУ в ноябре 1920 года и разделил судьбу махновцев, преследуемых превосходящими силами Красной армии по юго-восточной Украине и южной части РСФСР зимой 1920—1921 годов. В феврале 1921 года Пантелей Белочуб сдался в плен в составе артиллерийского подразделения РПАУ.

## Послевоенная жизнь
Выйдя на свободу после декрета ВЦИК от 4 ноября 1921 года «Об амнистии», Пантелей возвратился в свое родное село, Старый Крым, где вскоре был избран председателем сельсовета, коим он и пробыл до 1927 года.
Занимая выборную должность в Старом Крыму в 1920-х годах, Белочуб поддерживал отношения с бывшими соратниками по махновскому движению, однако у нас нет никаких свидетельств, позволивших бы предположить его участие в подпольных анархистских организациях. Волна арестов членов анархистского подполья в 1924 году не затронула его. Позднее, в 1927 году, при встрече с Виктором Белашом, бывшим начальником штаба РПАУ, Белочуб говорил о себе как об «усталом» анархисте.

## Попытка восстания и смерть
В 1927 году Пантелей отошел от дел местной власти, полностью сосредоточившись на собственном хозяйстве. Казалось, что его повстанческое прошлое осталось позади. Однако многое изменилось в 1928 году, когда большевистские власти вновь прибегли к массовой конфискации зерна и других сельскохозяйственных продуктов у крестьян как бывшей территории РПАУ, так и всей Украины. Эти конфискации были предвестником страшной катастрофы, когда под лозунгом «сплошной коллективизации» правительство СССР организовало искусственный голод, унесший миллионы жизней к 1933 году. По данным ОГПУ, Пантелей Белочуб перешел к активному сопротивлению режиму, и совместно со своим товарищем по махновскому движению, Абрамом Ефремовичем Будановым, стал подготавливать вооруженное восстание. Белочуб и Буданов создали небольшой отряд из десяти человек, собирали оружие и боеприпасы. Буданов, работая в Мариуполе на металлургическом заводе, готовил нелегальную публикацию листовок, адресованных промышленным рабочим и жителям села.
Интересно, что в то же самое время анархистские восстания готовились и в других районах Украины, например бывший председатель махновского Революционного Военного Совета, Иван Чернокнижный, готовил выступление в Межевском районе Днепропетровского округа. Согласовывали ли свои действия эти анархистские группы — нам не известно.
25 ноября 1928 года, накануне планируемого восстания, ОГПУ арестовало всех членов группы Белочуба-Буданова. Агенты ОГПУ вначале содержали Пантелея Федоровича в Мариуполе, а затем перевели его в Харьков для допроса и следствия
Показательный судебный процесс Белочуба-Буданова, производившийся Особым совещанием при ГПУ УССР, завершился 15 апреля 1929 года. Оба организатора восстания были приговорены к смертной казни. Остальные 10 обвиняемых — к 10 годам лагерей. Дата расстрела Пантелея Федоровича Белочуба нам не известна.

## Политические взгляды
При жизни Белочуба анархизм не был единой идеологией в Украине. Скорее, это было сочетание четырех соперничающих направлений: анархо-синдикализм, анархо-коллективизм, анархо-коммунизм и анархо-индивидуализм. Попытка создать единую платформу для Набата, Конфедерации анархистских организаций Украины, в конечном счете потерпела неудачу. Первоисточники не позволяют отнести взгляды Белочуба ни к одному из четырех современных направлений анархистской мысли. Однако можно предположить, что Белочуб не был против местного самоуправления — ведь он участвовал в работе сельсовета. Скорее всего, он также не отрицал частной собственности, поскольку владел хозяйством.
Воспоминания Белаша также проливают свет на взгляды Белочуба. Например, Белаш утверждал, что Белочуб решительно отрицал любое примирение с коммунистами. Белочуб не питал иллюзий относительно опасности борьбы за анархистское дело в условиях советского государства. Он считал пропаганду идей анархизма среди молодежи безответственной. По его мнению, новички просто попадут в тюрьмы и лагеря, прежде чем смогут внести свой вклад в борьбу. Белочуб считал, что борьбу должна вести старая гвардия, которая привлечёт молодые силы только по достижении первых успехов в новой войне.

## Комментарии
1. ↑  Совокупность трёх первичных источников дает возможность определить дату рождения Пантелея Белочуба. Во-первых, метрическая запись о его женитьбе, датированная 1 мая 1913 года, содержит возраст Пантелея — 20 лет от роду[1]. Во-вторых, а ротоколы допросов Пантелея Белочуба в ОГПУ, где Пантелей утверждал, что родился за потора месяца до смерти отца[2]. В-третьих, метрическая запись о смерти отца Пантелея, Фёдора Харалампиевича Белочуба, в которой утверждается, что старокрымский поселянин Фёдор Харлампиев Белочуб умер 3 июля 1892 года[3]. Таким образом можно заключить, что Пантелей Белочуб родился примерно в середине мая 1892 года по старому стилю.
2. ↑  Как свидетельствует фотография Пантелея Фёдоровича Белочуба, датированная 9 июня 1916 гойда[4].
3. ↑  Так 29 ноября 1928 года Белочуб был допрошен в Мариуполе. Дальнейшее следствие происходило в Харькове[21].